# Емилија Поповић
Емилија Поповић (Велики Бечкерек, 13. јули 1859 − Београд, 1917) била је крајем 19. и почетком 20. века једна од најбољих српских драмских уметница. Играла је у путујућим позоришним трупама а затим, до краја глумачке каријере, у Народном позоришту у Београду. Играла је главну улогу у филму Јадна мајка, трећем играном филму снимљеном у Србији, који на жалост није сачуван.

## Детињство и породица
Емилија Поповић рођена је 1859. године. Потомак је чувене породице свештеника Луке Поповића. Њена мајка била је Катарина-Катица Поповић, најстарија ћерка од седморо деце свештеника Луке Поповића, познатог и цењеног међу љубитељима црквеног појања у Сремским Карловцима и Врањеву (данас Нови Бечеј) и његове жене Милице. Ова бројна породица је српском позоришту дала седам чувених имена: пет кћери и два сина проте Луке: Љубица Коларовић, Катица Поповић, Драгиња Ружић, Јелисавета - Јеца Добриновић, Софија Максимовић Вујић Лаза и Паја Поповић. Заједно са снајама и зетовима, међу којима су били Димитрије Ружић, Пера Добриновић, Димитрије Коларовић и Лазина жена Марија Аделсхајм-Поповић, ова „уметничка династија” је једно време сачињавала готово половину трупе Српског народног позоришта у Новом Саду и представљали су моћан и веома утицајан породични круг, не само у глумачкој дружини него и у органима Друштва за Српско народно позориште.  У црквеним књигама не спомиње име Емилијиног оца, а она се касније, на позоришним даскама, појавила под мајчиним презименом Поповић. Њена мајка Катарина играла је кратко у Позоришту у Београду, али се убрзо повукла. За разлику од ње, Емилија је остварила запажену глумачку каријеру.

## Глумачка каријера
На позорницу је ступила још као девојчица, 1. маја 1869. године, играјући на сцени Српског народног позоришта у Новом Саду. Глуми се учила одмалена, поред својих тетака, познатих глумица Српског народног позоришта.
Већ 24. новембра 1869. ступила је у путујућу дружину свога ујака Лазе Поповића. Лаза Поповић био је познат као добар педагог и успевао је да подстакне развоју младих глумачких снага. Поред њега се Емилија изградила као глумица, обишавши са дружином многа места у Аустроугарској: Нови Бечеј, Велику Кикинду, Велики Бечкерек, Чаково, Темишвар, Вршац, Белу Цркву, Ковин, Панчево, Србобран, Стари Бечеј, Жабаљ, Чуруг, Ковиљ, Вуковар, Осијек, Брод, Сисак и Карловац. После тога дружина прелази у Србију, где су давали представе у Пожаревцу, Параћину, Смедереву, Нишу, Чачку, Крагујевцу и Лесковцу. Путовали су и по другим крајевима, по Хрватској, Славонији, Далмацији и Црној Гори и играли у многим местима у која до тада позоришта нису залазила. На репертоару Дружине Лазе Поповића били су сви комади које је давало Српско народно позориште у Новом Саду и Народно позориште у Београду. У трупи свога ујака Емилија је остала до 1874. године, а касније је кратко наступала и у путујућим позориштима Драгутина Крсмановића и Ђорђа Пелеша, до 1877. године.
У мају 1877. године Емилија Поповић први пут је наступила на сцени београдског Народног позоришта. Стални ангажман је добила 1. априла 1878. године и у овом Позоришту остала до краја глумачке каријере. Било је то баш у време обнове овог театра, када је Емилија могла да заблиста у пуном сјају.
Многи критичар су у њој препознали звезду над звездама, прорицали јој висине, говорили о њеном чаробном изгледу и пријатном гласу предвиђали јој сјајну будућност, али се то није десило. Крхког здравља и меке природе, у младости није могла да игра своје вршњакиње. Имала је 25 година, а додељиване су јој улоге зрелих жена. Ипак, добро се снашла у таквим улогама и захваљујући њима је временом почела да скреће пажњу публике на себе. Као почетак њеног великог успеха Грол означава 1900. годину, када почиње успешно да тумачи већи број тешких драмских партија, нарочито мајки - мати Хамлетова, краљица Гетруда, зла маћеха у Станоју Главашу... нарочито се истакла у драмама Ива Војновића, доприносећи тако својој и његовој афирмацији на београдској сцени. Последњих десет година игре успела је да се истакне у први ред. Занимљиво је да је њена права уметничка каријера започела од навршених четрдесет година, у годинама када су многе њене вршњакиње већ завршавале своје каријере.

### Улоге
- Емилија (Отело, Вилијам Шекспир)
- Џесика (Млетачки трговац, В. Шекспир)
- Краљица Гертруда (Хамлет, В. Шекспир)
- Хедвига (Виљем Тел, Фридрих Шилер)
- Принцеза Еболија (Дон Карлос, Ф. Шилер)
- Маргарета од Парме (Егмонт, Јохана Волфганга Гетеа)
- Војвоткиња, Адријена (Адријена Лекуврерова, Ежен Скриб и Ернест Легуве)
- Дора Кинолова, Помпадура (Нарцис, Алберт Емил Брахфогл)
- Лукреција Борџија (Лукреција Борџија, Виктор Иго)
- Бароница Скарпи (Гроф Пракс, А. Мелак)
- Госпођа Меркаде (Меркаде, Оноре де Балзак)
- Кнегиња Жорж (Кнегиња Жорж, Александар Дима Син)
- Туђинка (Туђинка, А. Дима Син)
- Розалија (Грађанска смрт, Паоло Ђакомети)
- Госпођа Винјерон (Гаврани, Анри Бек)
- Госпођа ложре (Драгана, Ежен Брије)
- Госпођа Алвинг (Авети, Хенрик Ибзен)
- Магда (Утопљено звоно, Герхарт Хауптман)
- Мејрима (Мејрима, Матија Бан)
- Стана (Станоје Главаш, Ђура Јакшић)
- Јелена (За веру и слободу, Драгутин Илић)
- Мајка (Смрт мајке Југовића, Иво Војновић)
- Јеле (Еквиноцио, И. Војновић)
- Мајка (Лазарево васкрсење, И. Војновић)
- Боја (Кнез Иво од Семберије, Бранислав Нушић)

## Рад на филму
Емилија Поповић једна је од првих наших глумица која се опробала и на филму. Глумила је главну улогу у играном филму Јадна мајка, снимљеном 1912. године.
Филм Јадна мајка је трећи по реду играни филм снимљен у Србији. Сценарио за филм написао је Божа Савић, сувласник и управник „Модерног биоскопа”. Он га је такође и реализовао, а вероватно је био и режисер. Филм је снимио Карл Фројнд, а осим Емилије Поповић у њему су глумили и ђаци Топчидерске школе. Филм прати причу о ђацима пешацима, а требало да буде први из серије драма из српског живота. Премијера филма била је 11. априла 1912. године, а приказивао се до 1932. године, када је изгубљен.

## Преводилачки рад
Постоје (непоуздани) подаци да је Емилија Поповић 1881. године са француског језика превела дело Емила Ожијеа Кућа Фуршамболова, драму у 5 чинова, у којој је играла насловну улогу.

## Приватни живот
Рођена и одрасла без оца Емилија Поповић је, сама са мајком, детињство провела у знаку беде, које се никада није могла ослободити. У предањима Народног позоришта остала је запамћена као најзадуженији члан овог Позоришта икада. О таквој њеној ситуацији Милан Грол пише: „Њена балзаковска довијања са меницама и забранама, код зеленаша и буџаклијских завода за које је само она знала, ушла су у причу. А задуженија од свих, она није била ни са каквог скупог порока, луде раскоши, ни лакомислености. То је просто тако било писано у њеној судбини, да се у мизерији зачне, да у њој проведе век и у њој нестане.”
Према позоришним аналима Емилија Поповић, усамљена и болесна, умрла је за време окупације 1917. године. Сахрањена је нечујно, без велике пратње и помпе. Гробно место је заборављено.